# Asheville 300
Asheville 300 var ett nascarlopp som kördes 1962-1968 samt 1971 på New Asheville Speedway i Asheville i South Carolina. År 1962 - 1968 ingick tävlingen i Grand National Series och 1971 i Winston Cup Series (Bägge nuvarande Nascar Cup Series). Bansträckningen kom att förändras genom åren. År 1962 var loppet 100 miles (160,934 km) långt uppdelat på 250 varv. New Asheville Speedway kortades 1963 från 0,4 mile till 0,333 mile, vilket gjorde att i stort sätt samma sträcka avverkades men att antalet varv ökade från 250 till 300. 

## Vinnare genom tiderna
| Säsong | Datum   | Nr | Förare         | Team/Ägare                  | Konstruktör | Distans | Distans        | Tid     | Snitthastighet (mph) | Rapport | Ref   |
| Säsong | Datum   | Nr | Förare         | Team/Ägare                  | Konstruktör | Varv    | Miles (km)     | Tid     | Snitthastighet (mph) | Rapport | Ref   |
| ------ | ------- | -- | -------------- | --------------------------- | ----------- | ------- | -------------- | ------- | -------------------- | ------- | ----- |
| 1962   | 13 juli | 47 | Jack Smith     | Jack Smith                  | Pontiac     | 250     | 100 (160,934)  | 1:16.38 | 78,294               |         | [ 1 ] |
| 1963   | 14 juli | 11 | Ned Jarrett    | Burton-Robinson             | Ford        | 300     | 99,9 (160,773) | 1:34.34 | 63,384               |         | [ 2 ] |
| 1964   | 31 maj  | 11 | Ned Jarrett    | Bondy Long                  | Ford        | 300     | 99,9 (160,773) | 1:30.05 | 66,538               |         | [ 3 ] |
| 1965   | 29 maj  | 26 | Junior Johnson | Junior Johnson & Associates | Ford        | 300     | 99,9 (160,773) | 1:30.25 | 66,293               |         | [ 4 ] |
| 1966   | 3 juni  | 6  | David Pearson  | Owens Racing                | Dodge       | 300     | 99,9 (160,773) | 1:32.20 | 64,917               | Rapport | [ 5 ] |
| 1967   | 2 juni  | 14 | Jim Paschal    | Tom Friedkin                | Plymouth    | 300     | 99,9 (160,773) | 1:35.07 | 63,080               | Rapport | [ 6 ] |
| 1968   | 31 maj  | 43 | Richard Petty  | Petty Enterprises           | Plymouth    | 300     | 99,9 (160,773) | 1:31.16 | 65,741               | Rapport | [ 7 ] |
| 1971   | 21 maj  | 43 | Richard Petty  | Petty Enterprises           | Plymouth    | 300     | 99,9 (160,773) | 1:24.14 | 71,231               | Rapport | [ 8 ] |

### Förare med flera segrar
| Antal segrar | Förare        | År         |
| ------------ | ------------- | ---------- |
| 2            | Ned Jarrett   | 1963,1964  |
| 2            | Richard Petty | 1968, 1971 |

### Konstruktörer efter antal segrar
| Antal segrar | Konstruktör | År               |
| ------------ | ----------- | ---------------- |
| 3            | Ford        | 1963,1964,1965   |
| 3            | Plymouth    | 1967, 1968, 1971 |
| 1            | Pontiac     | 1962             |
| 1            | Dodge       | 1966             |